# کورنل مارین
کورنل مارین (انگلیسی: Cornel Marin؛ زادهٔ ۱۹ ژانویهٔ ۱۹۵۳) ورزشکار شمشیربازی اهل رومانی است.
وی در مسابقات کشوری و بین‌المللی در مجموع برندهٔ ۲ مدال طلا، ۲ مدال نقره، ۴ مدال برنز شده‌است.